# Laserskalpell

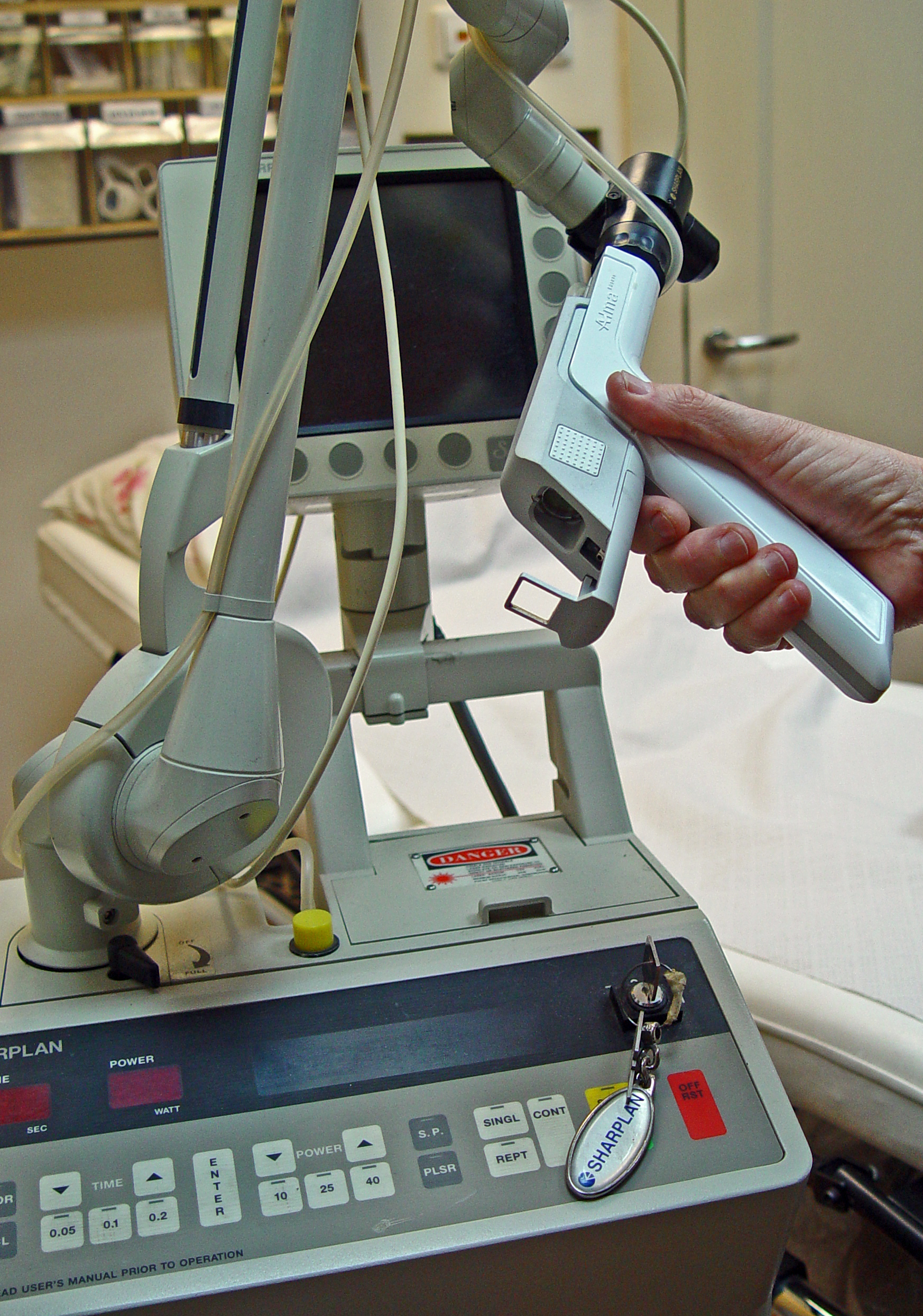
Sharplan 40C: 40-Watt-CO_{2}-Laser für Enterologie-, Gynäkologie-, Dermatologie-, Oral- und Podologie-Anwendungen

Ein Laserskalpell (auch Laser-Skalpell) ist ein Skalpell, das Gewebe durch Verdampfung mit der Energie eines Laserstrahls schneidet. Es gibt chirurgische Laserskalpelle, Laser-Mikrotome und apparative Mikro- bzw. Nano-Laserskalpelle.
In der Augenheilkunde werden Femtosekundenlaser als Laserskalpell alternativ zum Mikrokeratom für den Flapschnitt eingesetzt, zum Beispiel bei der Femto-LASIK.
Unter den anderen Gebieten der Chirurgie sind die Neurochirurgie, die Thoraxchirurgie und die Gefäß-Chirurgie die Hauptanwendungsbereiche des Laserskalpells, daneben die Dermatologie und die minimalinvasive Chirurgie. Als Lichtquellen dienen Festkörperlaser und CO2-Laser, an einzelnen Universitäten wird an der Benutzung des durchstimmbaren Freie-Elektronen-Lasers geforscht.
Ein großer Vorteil ist, dass Blutgefäße direkt verschlossen werden und die Wunden somit nicht bluten, man also trocken operieren kann.
In der biologischen Forschung werden spezielle Mikro-Laserskalpelle (manchmal Nano-Laserskalpelle genannt) benutzt, die Strukturen kleiner als eine Zelle schneiden können.